# Feedbacks climáticos

A magnitude relativa dos 6 principais feedbacks climáticos e o que eles influenciam. Os feedbacks positivos amplificam a resposta do aquecimento global às emissões de gases de efeito estufa e os feedbacks negativos a reduzem.

Os feedbacks climáticos são processos naturais que afetam o aumento da temperatura global para uma determinada quantidade de emissões de gases de efeito estufa. Os feedbacks positivos amplificam o aquecimento global, enquanto os feedbacks negativos o diminuem. :2233 Os feedbacks influenciam tanto a quantidade de gases de efeito estufa na atmosfera quanto a quantidade de mudança de temperatura que ocorre como resposta. Embora as emissões sejam a força que causa o aquecimento global, os feedbacks se combinam para controlar a sensibilidade do clima a esta força.:11
Embora a soma geral dos feedbacks seja negativa, ela está se tornando menos favorável à medida que as emissões de gases de efeito estufa continuam. Isso significa que o aquecimento é mais lento do que seria na ausência de feedbacks, mas que o aquecimento será acelerado se as emissões continuarem nos níveis atuais.:95-96 Os feedbacks líquidos permanecerão negativos sobretudo devido ao aumento da radiação térmica à medida que o planeta se aquece, que é um efeito várias vezes maior do que qualquer outro feedback individual. :96 Assim, a mudança climática antropogênica por si só não pode causar um  efeito estufa descontrolado.
Os feedbacks podem ser divididos em feedbacks físicos e feedbacks parcialmente biológicos. Os feedbacks físicos incluem a diminuição da refletividade da superfície (devido à diminuição da cobertura de neve e gelo) e o aumento do vapor de água na atmosfera. O vapor de água não é apenas um poderoso gás de efeito estufa, mas também influencia os feedbacks na distribuição de  nuvens e temperaturas na atmosfera. Os feedbacks biológicos estão associados principalmente a mudanças na taxa em que a matéria vegetal acumula CO2 como parte do ciclo do carbono.:967 O ciclo do carbono absorve mais da metade das emissões de CO2 todos os anos nas plantas e no oceano. :676 A longo prazo, a porcentagem será reduzida à medida que os sumidouros de carbono se tornarem saturados e as temperaturas mais altas levarem a efeitos como secas e incêndios florestais.:698:96:20
As forças e as relações de feedback são estimadas por meio de modelos climáticos globais, com suas estimativas calibradas com base em dados observacionais sempre que possível.:967 Alguns feedbacks afetam rapidamente a sensibilidade climática, enquanto a resposta de feedback das camadas de gelo é prolongada por vários séculos.:967 As retroalimentações também podem resultar em diferenças localizadas, como a  amplificação polar resultante de retroalimentações que incluem a redução da cobertura de neve e gelo. Embora as relações básicas sejam bem compreendidas, existe incerteza sobre o feedback em determinadas áreas, principalmente com relação aos feedbacks das nuvens. A incerteza do ciclo de carbono é impulsionada pelas grandes taxas em que o CO2 é absorvido pelas plantas e liberado quando a biomassa queima ou se decompõe. Por exemplo, o degelo do permafrost produz emissões de CO2 e metano de maneiras que são difíceis de modelar.:677 Na formulação de cenários de mudança climática usam-se modelos para estimar como a Terra responderá às emissões de gases de efeito estufa ao longo do tempo, inclusive como os feedbacks mudarão à medida que o planeta se aquece.

## Definição e terminologia
A resposta de Planck é a radiação térmica adicional que os objetos emitem à medida que se tornam mais quentes. O fato de a resposta de Planck ser um feedback climático depende do contexto. Na ciência climática, a resposta de Planck pode ser tratada como uma parte intrínseca do aquecimento que é separada dos feedbacks radiativos e dos feedbacks do ciclo de carbono. Entretanto, a resposta de Planck é incluída no cálculo da sensibilidade climática.:95-96
Um feedback que amplifica uma mudança inicial é chamado de feedback positivo, enquanto um feedback que reduz uma mudança inicial é chamado de feedback negativo. Os feedbacks climáticos estão no contexto do aquecimento global, portanto, os feedbacks positivos aumentam o aquecimento e os feedbacks negativos o diminuem. Nomear um feedback como positivo ou negativo não implica que o feedback seja bom ou ruim.
A mudança inicial que aciona um feedback pode ser forçada externamente ou pode surgir por meio da variabilidade interna do sistema climático.:2222 Forçamento externo refere-se a “um agente forçador externo ao sistema climático que causa uma mudança no sistema climático”:2229 que pode empurrar o mesmo na direção do aquecimento ou do resfriamento. Os forçamentos externos podem ser causados pelo homem (por exemplo, emissões de gases de efeito estufa ou mudanças no uso da terra [en]) ou naturais (por exemplo, erupções vulcânicas).:2229

## Feedbacks físicos

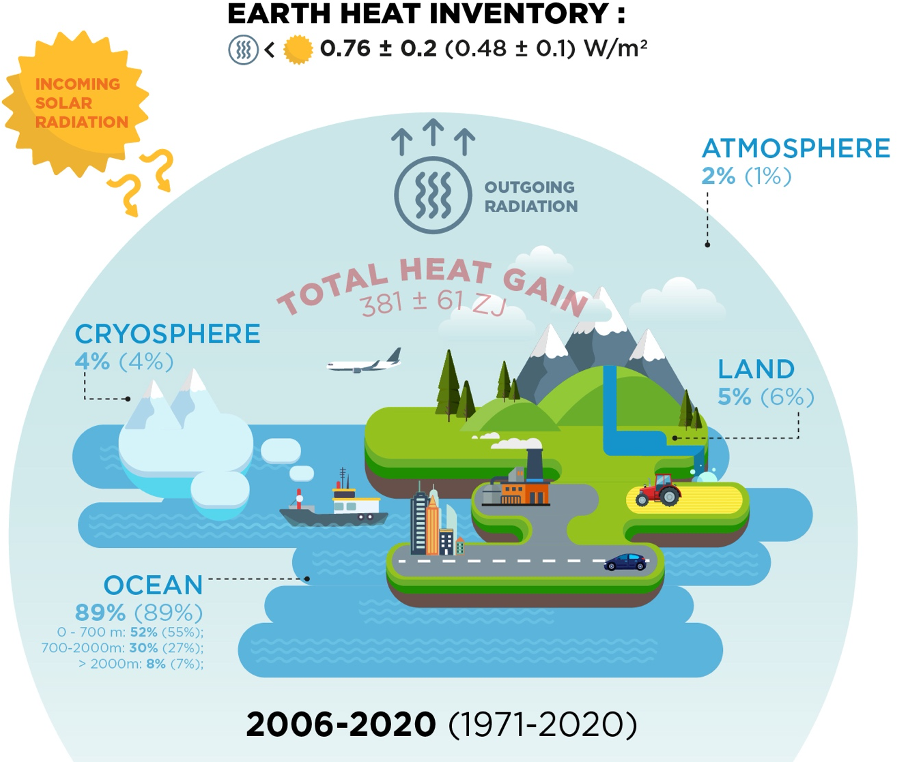
A mudança climática ocorre porque a quantidade de radiação térmica absorvida por diferentes partes do ambiente da Terra excede atualmente a quantidade irradiada para o espaço. À medida que o aquecimento aumenta, a radiação de saída para o espaço aumenta rapidamente devido à resposta de Planck, o que acaba ajudando a estabilizar a Terra em um nível de temperatura mais alto

### Resposta de Planck (negativo)
A resposta de Planck é “o feedback mais fundamental no sistema climático”. :19 À medida que a temperatura de um corpo negro aumenta, a emissão de radiação infravermelha aumenta com a quarta potência de sua temperatura absoluta, de acordo com a lei de Stefan-Boltzmann. Isso aumenta a quantidade de radiação emitida de volta ao espaço à medida que a Terra se aquece. É uma forte resposta estabilizadora e, às vezes, é chamada de “resposta sem retorno” porque é uma propriedade intensiva de um sistema termodinâmico quando considerado puramente uma função da temperatura. Embora a Terra tenha uma emissividade efetiva menor que a unidade, a radiação de corpo negro ideal surge como uma quantidade separável ao investigar as perturbações na radiação de saída do planeta.
O “feedback” de Planck ou resposta de Planck é a resposta radiativa comparável obtida da análise de observações práticas, ou de modelos climáticos globais (MCGs). Sua força esperada foi estimada de forma mais simples a partir da derivada da equação de Stefan-Boltzmann como -4σT3 = -3,8 W/m2/K (watts por metro quadrado por grau de aquecimento). A estimativa de aplicações de MCGs às vezes produziu uma intensidade reduzida, causada por propriedades extensivas da estratosfera e artefatos residuais semelhantes posteriormente identificados como ausentes nesses modelos.
As propriedades mais extensas do “corpo cinzento” da Terra que influenciam a radiação de saída são geralmente postuladas para serem englobadas pelos outros componentes de feedback do MCG e para serem distribuídas de acordo com uma formulação específica de forçamento-feedback do sistema climático. Idealmente, a força da resposta de Planck obtida de MCGs, medições indiretas e estimativas de corpo negro convergirão ainda mais à medida que os métodos de análise continuarem a se desenvolver.

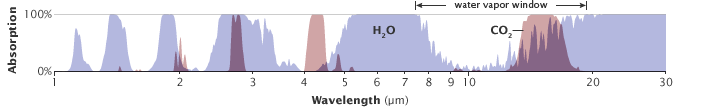
Os gases atmosféricos absorvem apenas alguns comprimentos de onda de energia, mas são transparentes para outros. Os padrões de absorção do vapor de água (picos azuis) e do dióxido de carbono (picos rosa) se sobrepõem em alguns comprimentos de onda.

### Feedbackdo vapor de água (positivo)
Conforme a relação Clausius-Clapeyron [en], a pressão do vapor de saturação é maior em uma atmosfera mais quente e, portanto, a quantidade absoluta de vapor de água aumentará à medida que a atmosfera se aquece. Às vezes, isso também é chamado de feedback de umidade específica,:969 porque a umidade relativa (UR) permanece praticamente constante sobre os oceanos, mas diminui sobre a terra. Isso ocorre porque a terra sofre um aquecimento mais rápido do que o oceano, e um declínio na UR foi observado após o ano 2000.:86
Como o vapor de água é um gás de efeito estufa, o aumento na concentração de vapor de água faz com que a atmosfera se aqueça ainda mais, o que permite que ela retenha ainda mais vapor de água. Assim, forma-se um ciclo de feedback positivo, que continua até que os feedbacks negativos levem o sistema ao equilíbrio.:969 Aumentos no vapor de água atmosférico foram detectados por satélites, e os cálculos baseados nessas observações colocam essa força de feedback em 1,85 ± 0,32 m2/K. Esse valor é muito semelhante às estimativas do modelo, de 1,77 ± 0,20 m2/K.:969 Qualquer um desses valores dobra efetivamente o aquecimento que ocorreria apenas com o aumento de CO2. Assim como os outros feedbacks físicos, isso já foi levado em conta nas projeções de aquecimento nos cenários de mudança climática.

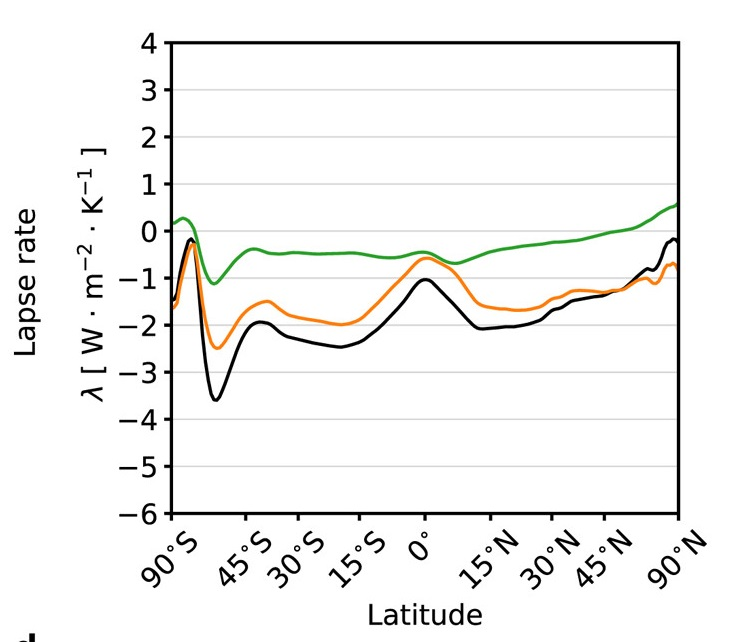
O gradiente adiabático (verde) é um feedback negativo em todos os lugares da Terra, exceto nas latitudes polares. O feedback climático líquido (preto) torna-se menos negativo se ele for excluído (laranja)

### Gradiente adiabático (negativo)
O gradiente adiabático é a taxa na qual uma variável atmosférica, normalmente a temperatura na atmosfera da Terra, cai com a altitude. Portanto, é uma quantificação da temperatura, relacionada à radiação, como uma função da altitude, e não é um fenômeno separado nesse contexto. O feedback do gradiente adiabático é geralmente um feedback negativo. Entretanto, ela é de fato uma retroalimentação positiva nas regiões polares, onde contribuiu fortemente para o aquecimento polar amplificado, uma das maiores consequências da mudança climática. Isso ocorre porque em regiões com fortes inversões, como as regiões polares, o feedback da taxa de lapso pode ser positivo porque a superfície se aquece mais rapidamente do que em altitudes mais elevadas, resultando em um resfriamento ineficiente de ondas longas.
A temperatura da atmosfera diminui com a altura na troposfera. Como a emissão de radiação infravermelha varia com a temperatura, a radiação de ondas longas que escapa para o espaço da atmosfera superior relativamente fria é menor do que a emitida em direção ao solo pela atmosfera inferior. Assim, a intensidade do efeito estufa depende da taxa de diminuição da temperatura da atmosfera com a altura. Tanto a teoria quanto os modelos climáticos indicam que o aquecimento global reduzirá a taxa de diminuição da temperatura com a altura, produzindo um feedback negativo do gradiente adiabático que enfraquece o efeito estufa.

### Feedbackdo albedo da superfície (positivo)
O albedo é a medida da intensidade com que a superfície planetária pode refletir a radiação solar, o que impede sua absorção e, portanto, tem um efeito de resfriamento. As superfícies mais brilhantes e mais reflexivas têm um albedo alto e as superfícies mais escuras têm um albedo baixo, portanto, aquecem mais. As superfícies mais reflexivas são o gelo e a neve, de modo que as alterações no albedo da superfície estão predominantemente associadas ao que é conhecido como feedback do albedo do gelo. Um pequeno percentual do efeito também está associado a mudanças na oceanografia física, na umidade do solo e na cobertura vegetal.:970
A presença da cobertura de gelo e do gelo marinho torna o Polo Norte e o Polo Sul mais frios do que seriam sem eles. Durante os períodos glaciais, o gelo adicional aumenta a refletividade e, portanto, reduz a absorção da radiação solar, resfriando o planeta. Mas quando ocorre o aquecimento e o gelo derrete, terras mais escuras ou águas abertas tomam seu lugar e isso causa mais aquecimento, o que, por sua vez, causa mais derretimento. Em ambos os casos, um ciclo de auto-reforço continua até que um equilíbrio seja encontrado. Consequentemente, o recente  declínio do gelo marinho do Ártico é um dos principais motivos do aquecimento do Ártico que é quase quatro vezes mais rápido do que a média global desde 1979 (o início das leituras contínuas por satélite), em um fenômeno conhecido como  amplificação do Ártico. Por outro lado, a alta estabilidade da cobertura de gelo na Antártica, onde o  manto de gelo da Antártica Oriental se eleva quase 4 km acima do nível do mar, significa que houve muito pouco aquecimento líquido nas últimas sete décadas.

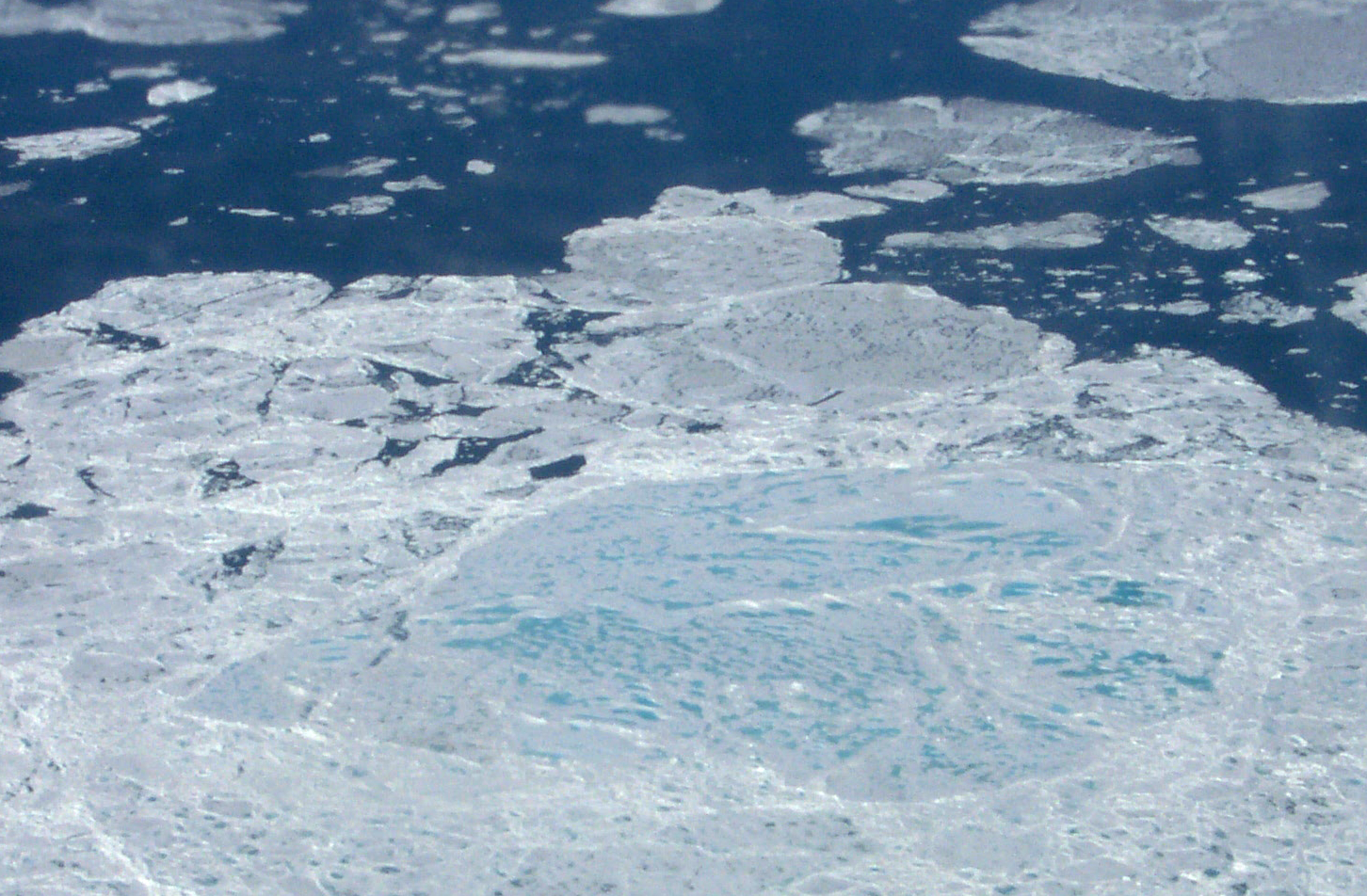
Fotografia aérea mostrando uma seção de gelo marinho. As áreas azuis mais claras são en e as áreas mais escuras são águas abertas; ambas têm um albedo mais baixo do que o gelo marinho branco, portanto, sua presença aumenta as temperaturas locais e globais, o que ajuda a estimular mais derretimento

Em 2021, a força total do feedback da superfície foi estimada em 0,35 [0,10 a 0,60] W m2/K. :95 Por si só, o declínio do gelo marinho do Ártico entre 1979 e 2011 foi responsável por 0,21 (W/m2) de forçamento radiativo. Isso equivale a um quarto do impacto das emissões de CO2 no mesmo período. A mudança combinada em toda a cobertura de gelo marinho entre 1992 e 2018 é equivalente a 10% de todas as emissões antropogênicas de gases de efeito estufa. A força do feedback do albedo do gelo não é constante e depende da taxa de perda de gelo - os modelos projetam que, sob alto aquecimento, sua força atinge o pico por volta de 2100 e diminui depois, já que a maioria do gelo derretido facilmente já teria sido perdida até então.
Quando os modelos  CMIP5 estimam uma perda total da cobertura de gelo marinho do Ártico de junho a setembro (um resultado plausível sob níveis mais altos de aquecimento), isso aumenta as temperaturas globais em 0,19 °C, num intervalo de 0,16-0,21 °C, enquanto as temperaturas regionais aumentariam em mais de 1,5 °C. Esses cálculos incluem efeitos de segunda ordem, como o impacto da perda de gelo no gradiente adiabático regional, feedbacks de vapor de água e nuvens, e não causam aquecimento “adicional” além das projeções do modelo existente.

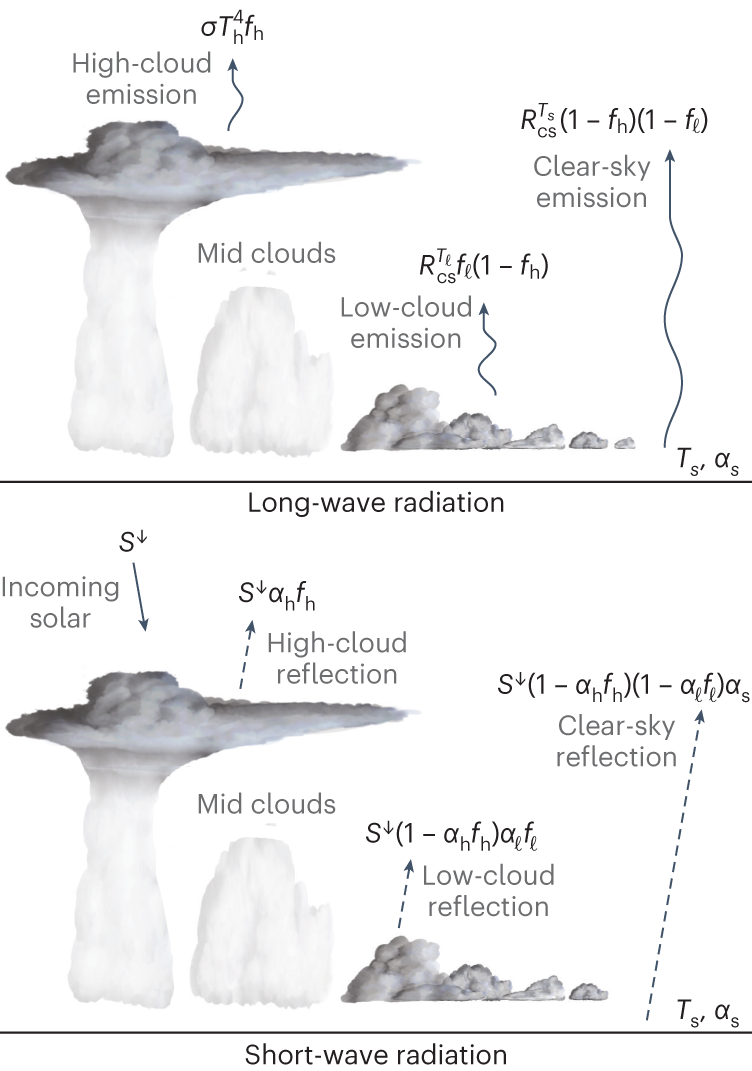
Detalhes de como as nuvens interagem com a radiação de ondas curtas e longas em diferentes altitudes atmosféricas

### Feedbackdas nuvens (positivo)
Vistas de baixo, as nuvens emitem radiação infravermelha de volta para a superfície, o que tem um efeito de aquecimento; vistas de cima, as nuvens refletem a luz solar e emitem radiação infravermelha para o espaço, levando a um efeito de resfriamento. As nuvens baixas são brilhantes e muito reflexivas, portanto, levam a um forte resfriamento, enquanto as nuvens altas são muito finas e transparentes para refletir efetivamente a luz solar, portanto, causam um aquecimento geral. De modo geral, as nuvens têm um efeito substancial de resfriamento.:1022 Entretanto, espera-se que a mudança climática altere a distribuição dos tipos de nuvens [en] de forma que, coletivamente, reduza seu resfriamento e, portanto, acelere o aquecimento geral. Embora as alterações nas nuvens atuem como um feedback negativo em algumas latitudes, elas representam um claro feedback positivo em escala global.:95
Em 2021, a força do feedback das nuvens foi estimada em 0,42 [-0,10 a 0,94] W m22/K.:95 Esse é o maior intervalo de confiança de qualquer feedback climático e ocorre porque alguns tipos de nuvens (a maioria dos quais está presente sobre os oceanos) têm sido muito difíceis de observar, de modo que os modelos climáticos não têm tantos dados disponíveis quando tentam simular seu comportamento. :975 Além disso, as nuvens têm sido muito afetadas por partículas de aerossol, principalmente pela queima não filtrada de combustíveis fósseis ricos em enxofre, como carvão e óleo combustível pesado. Qualquer estimativa do feedback das nuvens precisa também separar os efeitos do chamado escurecimento global causado por essas partículas.
Assim, as estimativas do feedback das nuvens diferem bastante entre os modelos climáticos. Os modelos com o feedback de nuvem mais forte têm a maior sensibilidade climática, o que significa que eles simulam um aquecimento muito mais forte em resposta a uma duplicação das concentrações de CO2 (ou gás de efeito estufa equivalente) do que os demais. Por volta de 2020, descobriu-se que uma pequena fração de modelos simulava um aquecimento excessivo, o que contradizia as evidências paleoclimatológicas de fósseis, e seus resultados foram efetivamente excluídos da estimativa de sensibilidade climática do Sexto Relatório de Avaliação do IPCC.:93

## Feedbacksbiogeofísicos e biogeoquímicos

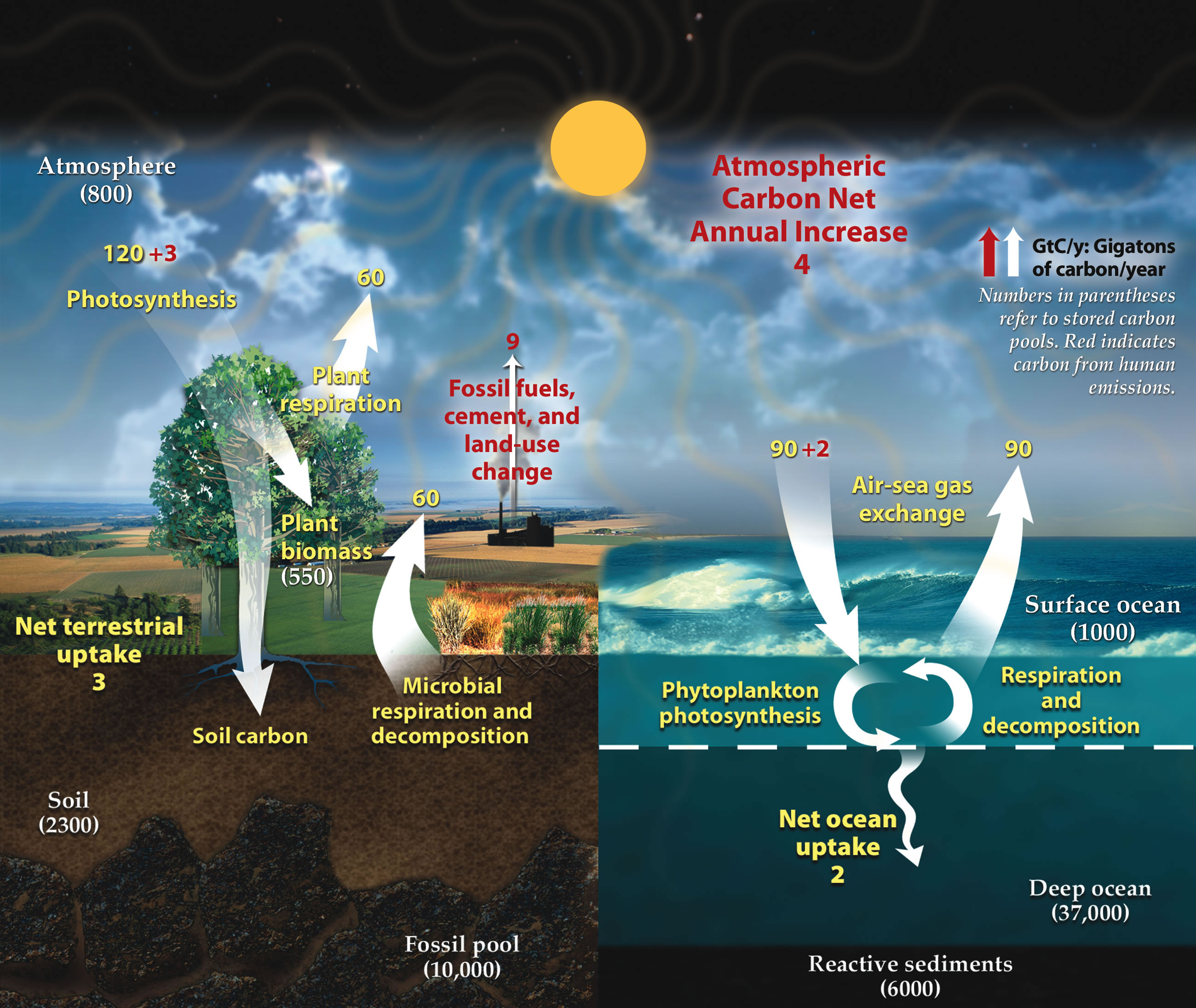
Este diagrama do ciclo rápido do carbono mostra o movimento do carbono entre a terra, a atmosfera, o solo e os oceanos em bilhões de toneladas de carbono por ano. Os números em amarelo são fluxos naturais, os em vermelho são contribuições humanas em bilhões de toneladas de carbono por ano. Os números em branco indicam carbono armazenado.

### Feedbacksde CO2(em sua maioria negativos)
Há feedbacks climáticos positivos e negativos decorrentes do ciclo de carbono da Terra. Os feedbacks negativos são grandes e desempenham um papel importante nos estudos de inércia climática [en] ou de mudanças climáticas dinâmicas (dependentes do tempo). Como são considerados relativamente insensíveis às mudanças de temperatura, às vezes são considerados separadamente ou desconsiderados em estudos que visam quantificar a sensibilidade climática. As projeções de aquecimento global incluíram feedbacks do ciclo de carbono desde o Quarto Relatório de Avaliação do IPCC (AR4) em 2007. Embora a compreensão científica desses feedbacks fosse limitada na época, ela melhorou desde então. Esses feedbacks positivos incluem um aumento na frequência e na gravidade dos incêndios florestais, perdas substanciais de florestas tropicais devido a incêndios e secagem e perdas de árvores em outros lugares. :698 A floresta amazônica é um exemplo bem conhecido devido ao seu enorme tamanho e importância, e porque os danos que ela sofre com a mudança climática são exacerbados pelo desmatamento contínuo. A combinação de duas ameaças pode transformar grande parte ou toda a floresta tropical em um estado semelhante ao da savana, embora isso provavelmente exija um aquecimento relativamente alto, de 3,5 °C.
No total, os sumidouros de carbono na terra e no oceano absorvem cerca de metade das emissões atuais. Sua absorção futura é dinâmica. No futuro, se as emissões diminuírem, a fração que eles absorverão aumentará e eles absorverão até três quartos das emissões restantes - ainda assim, a quantidade bruta absorvida diminuirá em relação ao presente. Ao contrário, se as emissões aumentarem, a quantidade bruta absorvida aumentará a partir do presente, mas a fração poderá diminuir para um terço até o final do século XXI. :20 Se as emissões permanecerem muito altas após o século 21, os sumidouros de carbono acabarão sendo completamente sobrecarregados, com o sumidouro oceânico diminuindo ainda mais e os ecossistemas terrestres se tornando uma fonte líquida de carbono. :677 Hipoteticamente, uma  remoção muito forte de dióxido de carbono também poderia fazer com que os sumidouros de carbono da terra e do oceano se tornassem fontes líquidas por várias décadas.:677

A resposta de impulso após uma injeção de 100 G de CO_{2} na atmosfera da Terra. Grande parte do excesso de carbono é removida pelos sumidouros oceânicos e terrestres em menos de alguns séculos, enquanto uma parte substancial persiste

#### Papel dos oceanos
Conforme o princípio de Le Chatelier, o equilíbrio químico do ciclo de carbono da Terra mudará em resposta às emissões antropogênicas de CO2. O principal fator de mudança é o oceano, que absorve o CO2 antropogênico por meio da chamada bomba de solubilidade. Atualmente, isso representa apenas cerca de um terço das emissões atuais, mas, em última análise, a maioria (~75%) do CO2 emitido pelas atividades humanas se dissolverá no oceano em um período de séculos: “Uma melhor aproximação da vida útil do CO2 de combustível fóssil para discussão pública pode ser de 300 anos, mais 25% que duram para sempre”. No entanto, a taxa na qual o oceano o absorverá no futuro é menos certa e será afetada pela estratificação induzida pelo aquecimento e, possivelmente, por alterações na circulação termoalina do oceano. Acredita-se que o maior fator individual na determinação da força total do sumidouro global de carbono seja o estado do Oceano Antártico, particularmente da  circulação de capotamento do Oceano Antártico.

#### Intemperismo químico
O intemperismo químico a longo prazo geológico age para remover o CO2 da atmosfera. Com o atual aquecimento global, o desgaste está aumentando, demonstrando feedbacks significativos entre o clima e a superfície da Terra. O biosequestro também captura e armazena CO2 por meio de processos biológicos. A formação de conchas por organismos no oceano, em um período muito longo, remove o CO2 dos oceanos. A conversão completa de CO2 em calcário leva de milhares a centenas de milhares de anos.

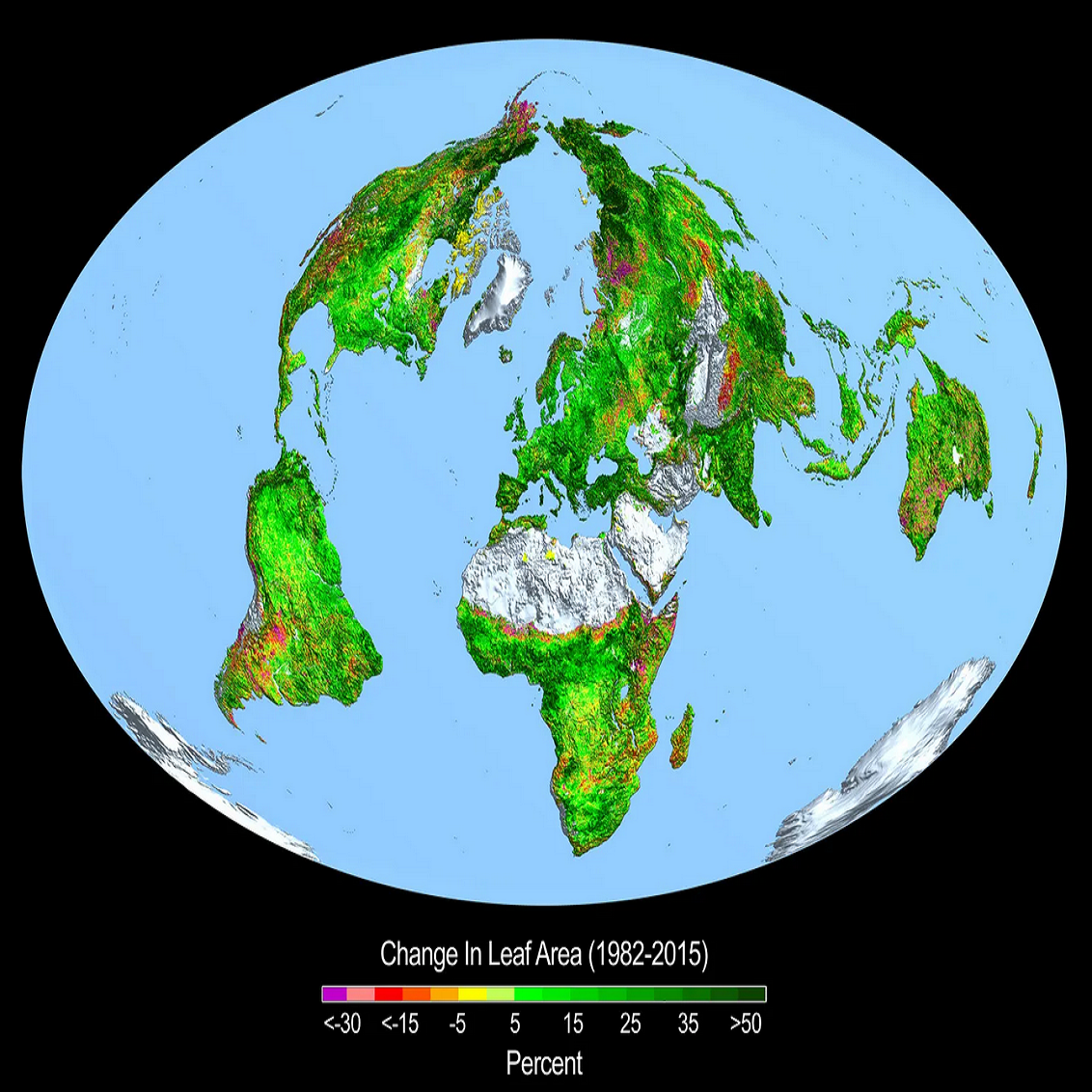
Aumento da área foliar global entre 1982 e 2015, que foi causado principalmente pelo efeito da fertilização com CO_{2}

#### Produção primária por meio de fotossíntese
A produtividade primária líquida das plantas e do fitoplâncton cresce à medida que o aumento do CO2 alimenta sua fotossíntese, o que é conhecido como efeito de fertilização do CO2 [en]. Além disso, as plantas precisam de menos água à medida que as concentrações atmosféricas de CO2 aumentam, pois perdem menos umidade por evapotranspiração através dos estômatos abertos (os poros nas folhas pelos quais o CO2 é absorvido). Entretanto, o aumento das secas em determinadas regiões ainda pode limitar o crescimento das plantas, e o aquecimento além das condições ideais tem um impacto negativo consistente. Assim, as estimativas para o século XXI mostram que as plantas se tornariam muito mais abundantes em altas latitudes próximas aos polos, mas cresceriam muito menos perto dos trópicos - há apenas uma confiança média de que os ecossistemas tropicais ganhariam mais carbono em relação ao presente. No entanto, há um alto grau de confiança de que o sumidouro total de carbono terrestre permanecerá positivo.:677

### Outros gases relevantes para o clima (incerto)

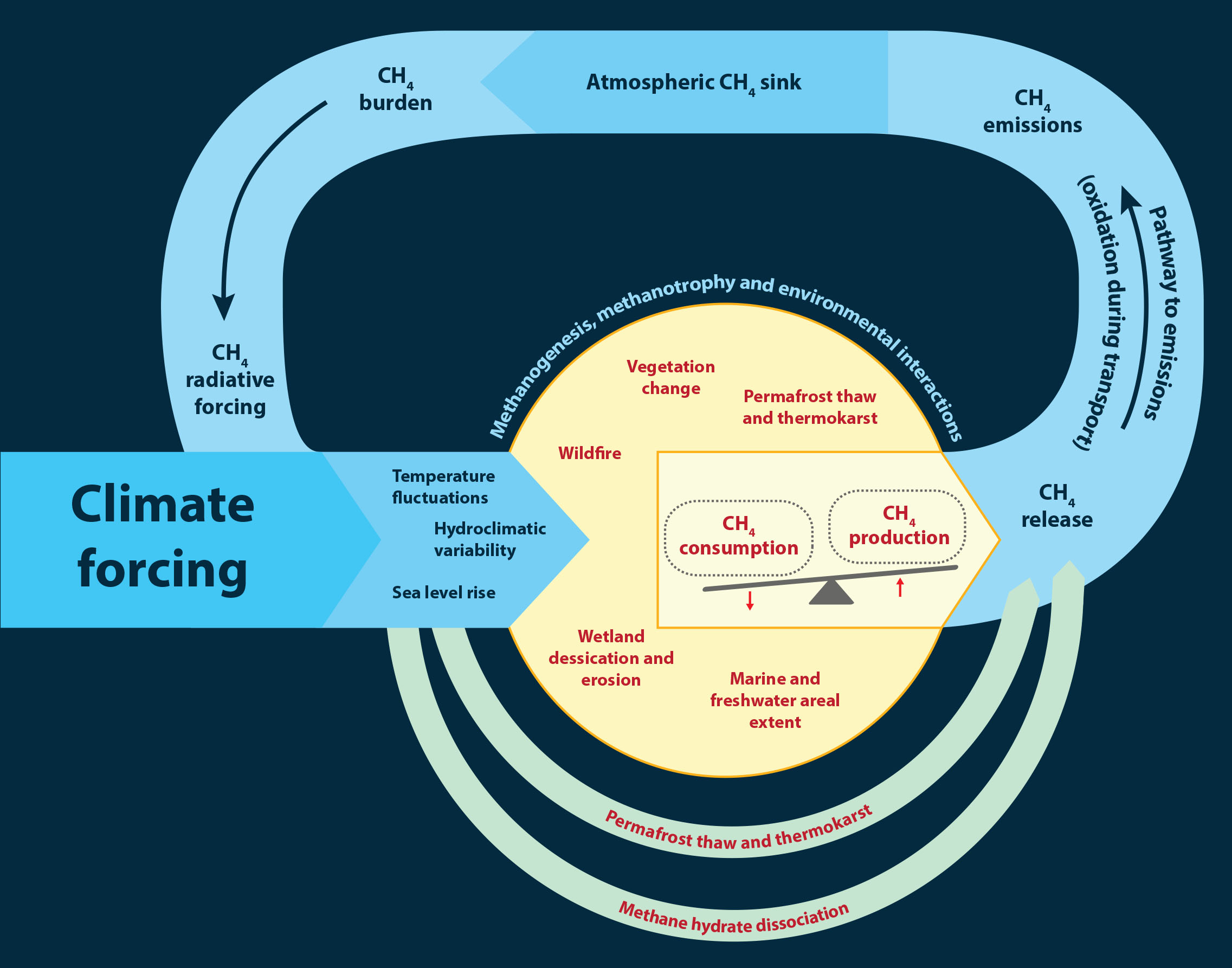
Feedbacks climáticos de metano em ecossistemas naturais

A liberação de gases de origem biológica seria afetada pelo aquecimento global, e isso inclui gases relevantes para o clima, como metano, óxido nitroso ou dimetilsulfureto. Este, por exemplo, que é liberado dos oceanos, tem efeitos indiretos. As emissões de metano da terra (especialmente de  áreas úmidas) e de óxido nitroso da terra e dos oceanos são um feedback positivo conhecido. Ou seja, o aquecimento de longo prazo altera o equilíbrio da comunidade microbiana relacionada ao metano nos ecossistemas de água doce, de modo que eles produzem mais metano, enquanto proporcionalmente menos é oxidado em dióxido de carbono. Haveria também mudanças biogeofísicas que afetariam o albedo. Por exemplo, o larício em algumas florestas subárticas está sendo substituído por abetos. Isso tem uma pequena contribuição para o aquecimento, pois os larícios perdem suas agulhas no inverno e, portanto, acabam mais cobertos de neve do que os abetos, que mantêm suas agulhas escuras durante todo o ano.
Por outro lado, espera-se que as mudanças nas emissões de compostos como sal marinho, dimetilsulfureto, poeira, ozônio e uma série de compostos orgânicos voláteis biogênicos sejam negativas em geral. Desde 2021, acredita-se que todos esses feedbacks não relacionados ao CO2 praticamente se anulem, mas há pouca confiança, e os feedbacks combinados podem ser de até 0,25 W m2/K em qualquer direção.:967

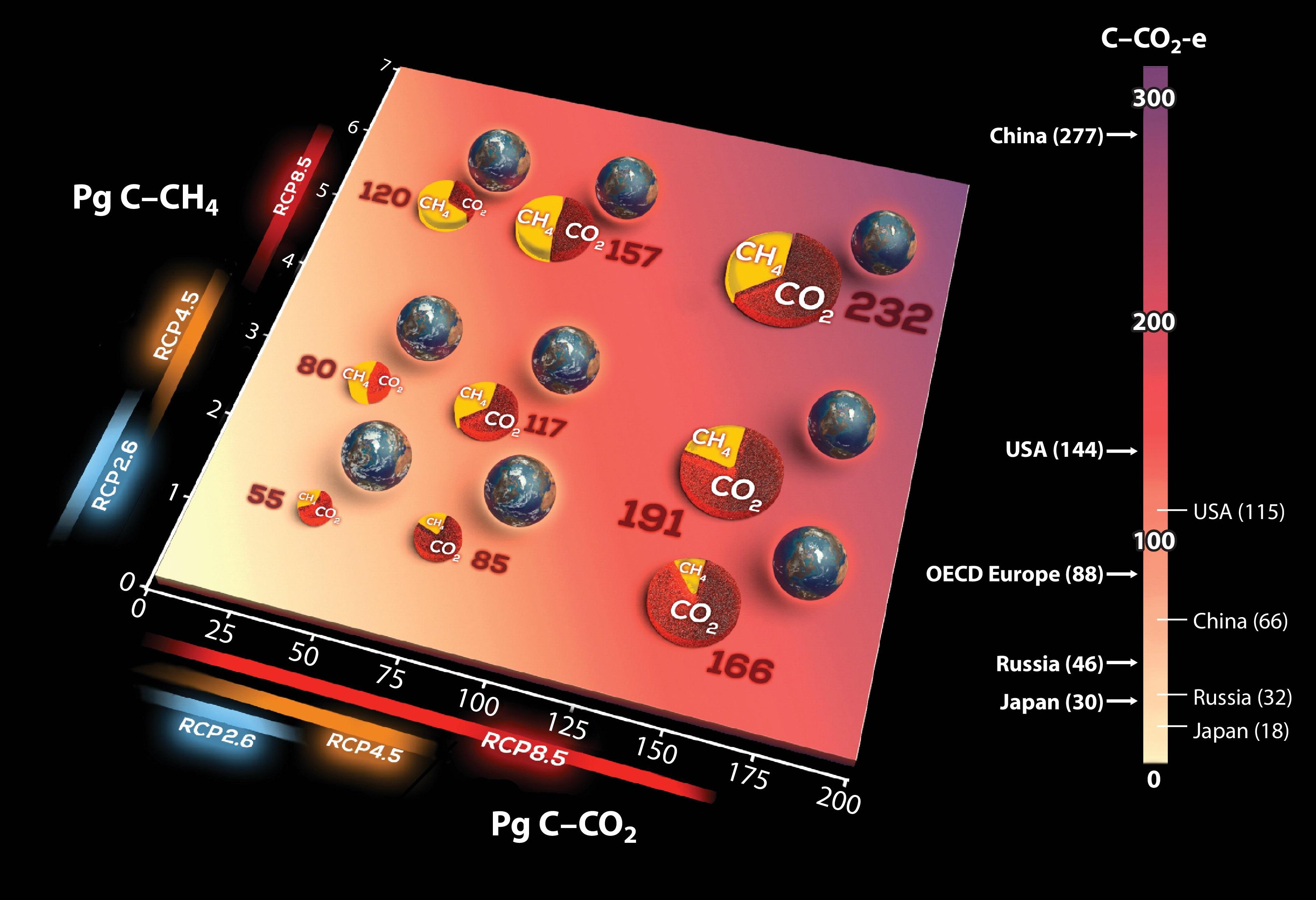
Nove cenários prováveis de emissões de gases de efeito estufa provenientes do degelo do permafrost durante o século 21, que mostram uma resposta limitada, moderada e intensa de emissões de CO_{2} e CH_{4} a en de baixa, média e alta emissão. A barra vertical usa as emissões de países grandes selecionados como comparação: o lado direito da escala mostra suas emissões cumulativas desde o início da Revolução Industrial, enquanto o lado esquerdo mostra as emissões cumulativas de cada país para o restante do século 21, se elas permanecerem inalteradas em relação aos níveis de 2019.

### Permafrost(positivo)
O permafrost, ou pergelissolo, não está incluído nas estimativas acima, pois é difícil de modelar, e as estimativas de sua função dependem muito do tempo, pois seus reservatórios de carbono são esgotados em taxas diferentes sob diferentes níveis de aquecimento.:967 Em vez disso, ele é tratado como um processo separado que contribuirá para o aquecimento de curto prazo, com as melhores estimativas mostradas abaixo.
No total, espera-se que as emissões cumulativas de gases de efeito estufa do degelo do permafrost sejam menores do que as emissões antropogênicas cumulativas, mas ainda assim substanciais em escala global, com alguns especialistas comparando-as às emissões causadas pelo desmatamento. O Sexto Relatório de Avaliação do IPCC estima que o dióxido de carbono e o metano liberados pelo permafrost podem chegar ao equivalente a 14-175 bilhões de toneladas de dióxido de carbono por 1 °C de aquecimento.:1237 Para efeito de comparação, em 2019, as emissões antropogênicas anuais apenas de dióxido de carbono estavam em torno de 40 bilhões de toneladas.:1237 Uma grande revisão publicada no ano de 2022 concluiu que, se a meta de evitar 2 °C de aquecimento fosse alcançada, as emissões médias anuais de permafrost ao longo do século XXI seriam equivalentes às emissões anuais da Rússia em 2019. No RCP4.5, um cenário considerado próximo à trajetória atual e no qual o aquecimento fica um pouco abaixo de 3 °C, as emissões anuais do permafrost seriam comparáveis às emissões do ano de 2019 da Europa Ocidental ou dos Estados Unidos, enquanto no cenário de alto aquecimento global e o pior caso de resposta de feedback do permafrost, elas se aproximariam das emissões do ano de 2019 da China.
Poucos estudos tentaram descrever o impacto diretamente em termos de aquecimento. Um artigo de 2018 estimou que, se o aquecimento global fosse limitado a 2 °C, o degelo gradual do permafrost acrescentaria cerca de 0,09 °C às temperaturas globais até 2100, enquanto uma revisão de 2022 concluiu que cada 1 °C de aquecimento global causaria entre 0,04 °C e 0,11 °C adicionais provenientes do degelo abrupto até os anos 2100 e 2300. Em torno de 4 °C de aquecimento global, poderia ocorrer um colapso abrupto (cerca de 50 anos) e generalizado das áreas de permafrost, resultando em um aquecimento adicional de 0,2 a 0,4 °C.

## Feedbacksde longo prazo

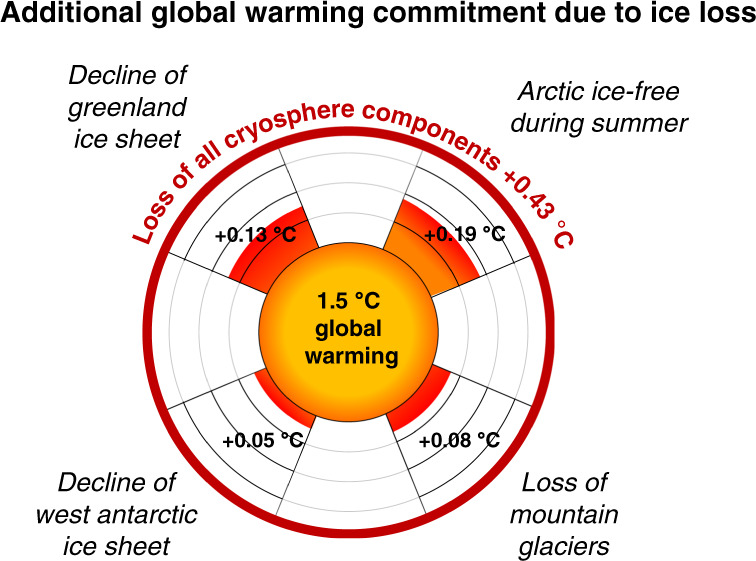
A perda de albedo das principais áreas de gelo na Terra contribui para o aquecimento: os valores mostrados são para o aquecimento inicial de 1,5 °C. A perda total dos mantos de gelo requer vários milênios: os outros podem ser perdidos em um ou dois séculos

### Mantos de gelo
Os dois mantos de gelo restantes da Terra, o manto de gelo da Groenlândia e o manto de gelo da Antártica, cobrem a maior ilha do mundo e um continente inteiro, e ambos têm, em média, cerca de 2 km de espessura. Devido a esse tamanho imenso, sua resposta ao aquecimento é medida em milhares de anos e acredita-se que ocorra em dois estágios.:977
O primeiro estágio seria o efeito do derretimento do gelo na circulação termoalina. Como a água de derretimento [en] é totalmente doce, ela dificulta o afundamento da camada superficial de água sob as camadas inferiores, o que interrompe a troca de oxigênio, nutrientes e calor entre as camadas. Isso agiria como um feedback negativo, às vezes estimado como um efeito de resfriamento de 0,2 °C em uma média de 1 000 anos, embora as pesquisas sobre essas escalas de tempo sejam limitadas. :977 Um efeito de prazo ainda mais longo é o feedback do albedo das camadas de gelo que atingem seu estado final em resposta a qualquer que seja a mudança de temperatura de longo prazo. A menos que o aquecimento seja totalmente revertido, esse feedback seria positivo.:977
Estima-se que a perda total do manto de gelo da Groenlândia acrescente 0,13 °C ao aquecimento global (com uma variação de 0,04 a 0,06 °C), enquanto a perda do manto de gelo da Antártica Ocidental acrescenta 0,05 °C (0,04 a 0,06 °C) e do manto de gelo da Antártica Oriental 0,6 °C. A perda total do manto de gelo da Groenlândia também aumentaria as temperaturas regionais no Ártico entre 0,5 °C e 3 °C, enquanto a temperatura regional na Antártica provavelmente aumentaria 1 °C após a perda do manto de gelo da Antártica Ocidental e 2 °C após a perda do manto de gelo da Antártica Oriental.
Essas estimativas pressupõem que o aquecimento global permaneça em uma média de 1,5 °C. Devido ao crescimento logarítmico do efeito estufa,:80 o impacto da perda de gelo seria maior no nível de aquecimento ligeiramente mais baixo da década de 2020, mas se tornaria menor se o aquecimento continuasse em níveis mais altos. Enquanto a Groenlândia e o manto de gelo da Antártica Ocidental estarão provavelmente comprometidos com o derretimento total se o aquecimento de longo prazo for de cerca de 1,5 °C, o manto de gelo da Antártica Oriental não poderia desaparecer completamente até a ocorrência de um aquecimento global muito alto de 5 - 10 °C.

### Hidratos de metano
Os hidratos de metano ou clatratos de metano são compostos congelados em que uma elevada quantidade de metano fica presa em uma estrutura cristalina de água, formando um sólido semelhante ao gelo. Na Terra, eles geralmente se encontram sob sedimentos no fundo dos oceanos (aproximadamente 1 100 m abaixo do nível do mar). Por volta de 2008, havia uma séria preocupação de que uma quantidade grande de hidratos de depósitos relativamente rasos no Ártico, especialmente em torno da Plataforma Ártica da Sibéria Oriental [en], pudesse se decompor rapidamente e liberar altas quantidades de metano, o que poderia levar a uma elevação da temperatura de 6 °C em 80 anos. As pesquisas atuais mostram que os hidratos reagem muito lentamente ao aquecimento e que é muito difícil que o metano chegue à atmosfera após a dissociação no fundo do mar. Portanto, não se espera que ocorra nenhum impacto “detectável” nas temperaturas globais neste século devido aos hidratos de metano.:677 Algumas pesquisas sugerem que a dissociação do hidrato ainda pode causar um aquecimento de 0,4 a 0,5 °C ao longo de vários milênios.

Estimativas históricas da sensibilidade climática das avaliações do IPCC. Os três primeiros relatórios apresentaram um intervalo provável qualitativo, e os três seguintes o quantificaram formalmente, acrescentando >66% de intervalo provável (azul escuro). Essa incerteza resulta principalmente de feedbacks.

## Implicações para a política climática
A incerteza sobre os feedbacks da mudança climática tem implicações para a política climática. Por exemplo, a incerteza sobre os feedbacks do ciclo do carbono pode afetar as metas de redução das emissões de gases de efeito estufa (mitigação das mudanças climáticas). As metas de emissões geralmente se baseiam em uma meta de estabilização das concentrações atmosféricas de gases de efeito estufa ou em uma meta para limitar o aquecimento global a uma determinada magnitude. Ambas as metas (concentrações ou temperaturas) exigem uma compreensão das mudanças futuras no ciclo do carbono.:678
Se os modelos projetarem incorretamente as mudanças futuras no ciclo do carbono, as metas de concentração ou temperatura poderão não ser atingidas. Por exemplo, se os modelos subestimarem a quantidade de carbono liberada na atmosfera devido a feedbacks positivos (por exemplo, devido ao degelo do permafrost), eles também poderão subestimar a extensão das reduções de emissões necessárias para atingir uma meta de concentração ou temperatura.:678